# Campeonato de Wimbledon
El Campeonato de Wimbledon es el torneo de tenis oficial más antiguo del mundo y es considerado como el más prestigioso.
Se lleva a cabo en el All England Lawn Tennis and Croquet Club en Wimbledon, Londres desde 1877 y se juega en pistas de hierba al aire libre, con techos retráctiles sobre las dos pistas principales desde 2019.
Wimbledon es uno de los cuatro torneos de Grand Slam, siendo los otros el Abierto de Australia, Roland Garros y el Abierto de Estados Unidos.
Es el tercer torneo de Grand Slam que se juega en el año, precedido por el Abierto de Australia y Roland Garros, y seguido por el Abierto de Estados Unidos.
Wimbledon es el único torneo importante que todavía se juega sobre hierba y mantiene tradiciones como la de que todos los tenistas participantes deben vestir completamente de blanco.
Tradicionalmente el torneo se celebraba durante dos semanas a finales de junio y comienzos de julio, comenzando el último lunes de junio y culminando con las finales individuales femenina y masculina, programadas para el sábado y domingo de la segunda semana. Sin embargo los cambios del calendario tenístico en 2015 han movido el evento una semana, empezando a principios de julio. 
Se juegan torneos simultáneos de individuales masculino y femenino, dobles masculino y femenino, y dobles mixto. También se juegan torneos juveniles individuales masculino y femenino y en dobles. Sumado a esto, se hacen torneos con invitaciones especiales para jugadores retirados (dobles masculino mayores de 35 años y mayores de 45, y dobles femenino mayores de 35 años).

## Historia
La primera vez que se jugó el torneo fue organizado por el club "All England Lawn Tennis and Croquet Club" en el 9 de julio de 1877 en una pista cerca de Worple Road; los únicos partidos jugados fueron los individuales masculinos.
Los cuadros fueron de 22 jugadores en el primer año, 34 en el segundo y 45 en el tercero. En 1884 se agregaron los individuales femeninos y dobles masculinos. Los mixtos y los dobles mixtos fueron incorporados en 1913.
El campeonato se trasladó a la actual localidad, a una pista cercana a Church Road, en 1922.
En octubre de 1940, el complejo fue bombardeado por la fuerza aérea alemana, quienes arrojaron cinco bombas de las cuales una impactó sobre el techo de la pista central mientras que otra destruyó la sala de equipamiento.
Los británicos están muy orgullosos del torneo, aunque durante mucho tiempo fue una fuente de aflicción y humor nacional: ningún británico había ganado el campeonato individual masculino desde que lo lograra Fred Perry en 1936 hasta el año 2013, en que lo ganó el escocés Andy Murray. Tampoco lo ha ganado ninguna mujer británica desde Virginia Wade en 1977.
El campeonato fue escenario de algunos de los más grandes partidos de tenis de todos los tiempos, entre los que destacan en categoría masculina las finales de 1980 (Borg vs. McEnroe), 2008 (Nadal vs. Federer), 2019 (Djokovic vs. Federer) y 2023 (Alcaraz vs. Djokovic).
En categoría femenina la final de 1978 (Navratilova vs. Evert), en 1995 (Graf vs. Sánchez Vicario) y en 2003 (Serena vs. Venus Williams).
En 2009, se utilizó por primera vez el techo corredizo de la cancha principal. Gracias a esto, el partido de cuarta ronda entre Andy Murray y Stanislas Wawrinka fue el encuentro que más tarde terminó (a las 10:39 p. m. hora local).
En 2010, se disputó el partido más largo de la historia entre el estadounidense John Isner y el francés Nicolas Mahut; duró en total 11 horas y 5 minutos y se jugó durante los días 22, 23 y 24 de junio, con un marcador final de 6-4, 3-6, 6-7(7), 7-6(3) y 70-68 para Isner, este partido quedará con este registro porque a partir de la edición 2019 el máximo de juegos en el quinto set serán de 12 y al llegar a este número habrá tie break.

## Pistas

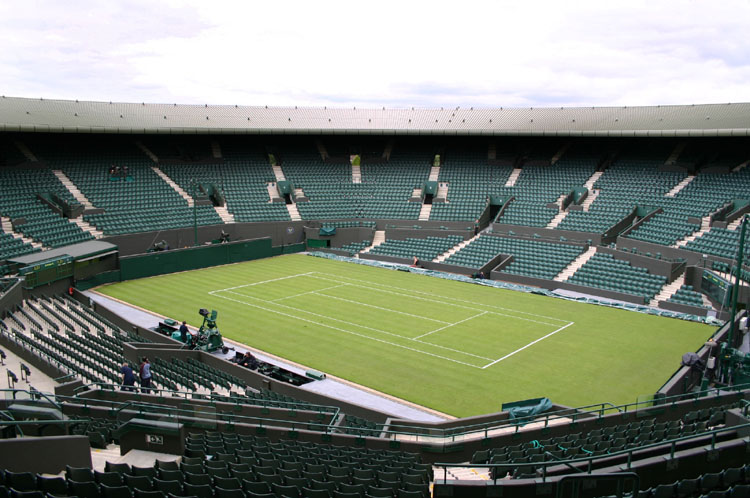
Court 1 de Wimbledon.

La pista central o principal es llamada Centre Court, y las finales del torneo siempre son jugadas allí. 
Debido a la imprevisibilidad del clima, se decidió construir un nuevo techo retráctil que se terminó de construir en 2009, por lo que desde ese mismo año no se suspende el torneo por lluvia en un partido en la cancha central.
El 17 de mayo de 2009, se celebró la inauguración del nuevo techo con un partido de exhibición entre Andre Agassi, Steffi Graf, Kim Clijsters y Tim Henman.
La pista número 1 fue objeto de una gran remodelación en 1997. Originalmente, estaba adyacente a la pista principal, pero fue reemplazada por un nuevo estadio con gran capacidad de espectadores.

## Tradiciones

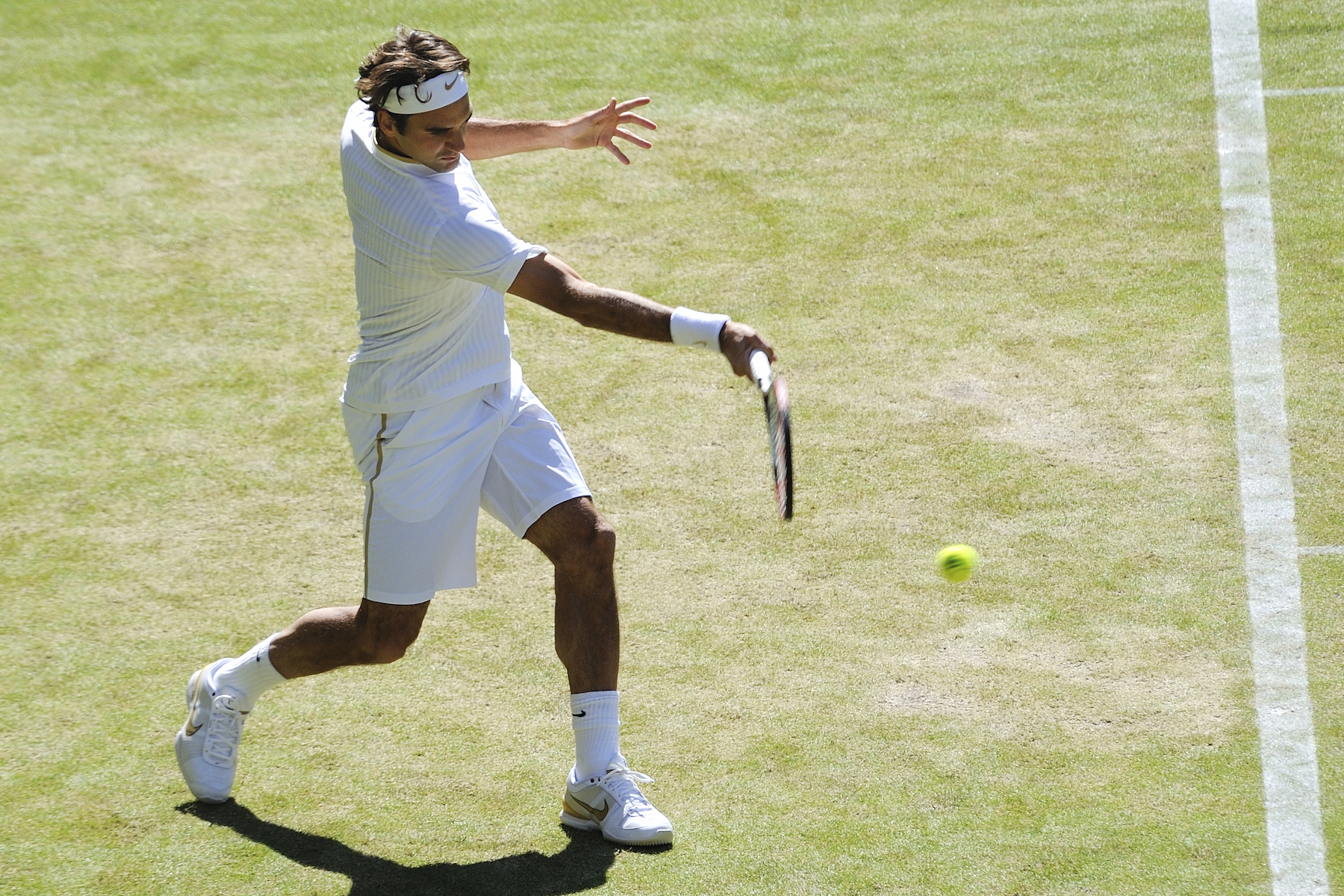
El suizo Roger Federer es el jugador con más títulos (8) del torneo.

Los colores verde oscuro y púrpura son los tradicionales de este torneo. Es el único torneo donde se exige que la vestimenta tanto para masculino como femenino sea cerca del 100 % de color blanco. Las tenistas son siempre nombradas como "Miss" o "Mrs" (señorita o señora) durante el juego (por ejemplo, cuando el árbitro dice las puntuaciones). Los hombres, sólo son nombrados por su apellido.
El torneo comienza cada año seis semanas antes del primer lunes de agosto, y termina a los quince días. Tradicionalmente, no se juega en el "Middle Sunday" (domingo del medio). Solo cuatro veces en la historia del campeonato (la más reciente en 2016), la lluvia forzó a tener que jugar en "Middle Sunday".
Durante la primera semana, se juegan las tres primeras rondas, mientras que durante la segunda semana se juegan los octavos de final, los cuartos de final, las semifinales y la final.

## Sistema de preclasificación
Hasta la edición de 2021, los cabezas de serie se elegían de una forma diferente a los demás torneos del circuito tenístico mundial.
Se elegían los cabezas de serie de la siguiente manera:
1. Se tomaban los puntos del ranking ATP hasta una semana antes de comenzar el torneo.
2. Se añaden el 100 % de los puntos sumados en hierba en los últimos 12 meses.
3. Se añaden el 75 % de los puntos logrados en el mejor torneo de hierba de los últimos 13-24 meses.

Desde la edición del año 2021, la configuración de los 32 cabezas de serie sigue el orden del ranking ATP, como el resto de torneos del circuito.

## Puntos y premios
Los puntos de clasificación para hombres (ATP) y mujeres (WTA) han variado en el Campeonato de Wimbledon a lo largo de los años, pero actualmente los jugadores reciben los siguientes puntos:
| Categoría  | Categoría | G    | F    | SF  | CF  | 4R  | 3R  | 2R  | 1R |
| Individual | Masculino | 2000 | 1300 | 800 | 400 | 200 | 100 | 50  | 10 |
| Individual | Femenino  | 2000 | 1300 | 780 | 430 | 240 | 130 | 70  | 10 |
| Dobles     | Masculino | 2000 | 1200 | 720 | 360 | -   | 180 | 90  | 0  |
| Dobles     | Femenino  | 2000 | 1300 | 780 | 430 | -   | 240 | 130 | 10 |

El premio en metálico otorgado en los torneos masculinos y femeninos se distribuye por igual.

Actualmente los jugadores reciben los siguientes premios en metálico: 
| Categoría  | G          | F          | SF       | CF       | 4R       | 3R       | 2R      | 1R      |
| Individual | £3,000,000 | £1,520,000 | £775,000 | £400,000 | £240,000 | £152,000 | £99,000 | £66,000 |
| Dobles     | £680,000   | £345,000   | £174,000 | £87,500  | -        | £43,750  | £26,000 | £16,500 |

## Trofeos
En individuales, el ganador masculino recibe un trofeo de plata dorada denominado "Copa Desafio", con la inscripción: "The All England Lawn Tennis Club Single Handed Championship of the World".

En cambio a la ganadora en la modalidad femenina se le entrega una bandeja de plata, denominada "Rosewater Dish" o "Venus Rosewater Dish".

Los trofeos se presentan en eventos por separado.

## Palmarés
- Individual masculino
- Individual femenino
- Dobles masculino
- Dobles femenino
- Dobles mixto

### Campeones actuales
| Categoría            | Campeón                            | Subcampeón                        | Resultado              |
| Individual Masculino | Carlos Alcaraz                     | Novak Djokovic                    | 6-2, 6-2, 7-6(4)       |
| Individual Femenino  | Barbora Krejčiková                 | Jasmine Paolini                   | 6-2, 2-6, 6-4          |
| Dobles Masculino     | Harri Heliövaara Henry Patten      | Max Purcell Jordan Thompson       | 6-7(7), 7-6(8), 7-6(9) |
| Dobles Femenino      | Kateřina Siniaková Taylor Townsend | Gabriela Dabrowski Erin Routliffe | 7-6(5), 7-6(1)         |
| Dobles Mixto         | Su-Wei Hsieh Jan Zieliński         | Giuliana Olmos Santiago González  | 6-4, 6-2               |

## Récords
| Categoría masculina               |       |                                                 |         | |
| Récord                            | Era   | Jugador                                         | Títulos | Detalle de los títulos |
| Títulos individuales              | Pre   | William Renshaw                                 | 7       | 1881–1886, 1889 |
| Títulos individuales              | Open  | Roger Federer                                   | 8       | 2003–2007, 2009, 2012, 2017 |
| Títulos individuales consecutivos | Pre   | William Renshaw                                 | 6       | 1881–1886 |
| Títulos individuales consecutivos | Open  | Björn Borg Roger Federer                        | 5       | 1976–1980 2003–2007 |
| Títulos de dobles                 | Pre   | Reginald Doherty Laurence Doherty               | 8       | 1897–1901, 1903–1905 |
| Títulos de dobles                 | Open  | Todd Woodbridge                                 | 9       | 1993–1997, 2000 (Mark Woodforde), 2002–2004 (Jonas Björkman)                                                                       |
| Títulos de dobles consecutivos    | Pre   | Reginald Doherty Laurence Doherty               | 5       | 1897–1901 |
| Títulos de dobles consecutivos    | Open  | Todd Woodbridge Mark Woodforde                  | 5       | 1993–1997 |
| Títulos de dobles mixto           | Pre   | Ken Fletcher Vic Seixas                         | 4       | 1963, 1965–1966, 1968 (Margaret Court) 1953–1956 (Doris Hart), (Shirley Fry Irvin)                                                 |
| Títulos de dobles mixto           | Open  | Owen Davidson Leander Paes                      | 4       | 1967, 1971, 1973–1974 (Billie Jean King) 1999 (Lisa Raymond), 2003 (Martina Navratilova), 2010 (Cara Black), 2015 (Martina Hingis) |
| Títulos totales                   | Pre   | Laurence Doherty                                | 13      | 1897–1906 (5 individuales, 8 dobles)                                                                                               |
| Títulos totales                   | Open  | Todd Woodbridge                                 | 10      | 1993–2004 (9 dobles, 1 mixto) |
| Categoría femenina                |       |                                                 |         | |
| Títulos individuales              | Pre   | Helen Wills                                     | 8       | 1927–1930, 1932–1933, 1935, 1938                                                                                                   |
| Títulos individuales              | Open  | Martina Navratilova                             | 9       | 1978–1979, 1982–1987, 1990 |
| Títulos individuales consecutivos | Pre   | Suzanne Lenglen                                 | 5       | 1919–1923 |
| Títulos individuales consecutivos | Open  | Martina Navratilova                             | 6       | 1982–1987 |
| Títulos de dobles                 | Pre   | Elizabeth Ryan                                  | 12      | 1914 (Agatha Morton), 1919–1923, 1925 (Suzanne Lenglen), 1926 (Mary Browne), 1927, 1930 (Helen Wills), 1933–1934 (Simonne Mathieu) |
| Títulos de dobles                 | Open  | Martina Navratilova                             | 7       | 1976 (Chris Evert), 1979 (Billie Jean King), 1981–1984, 1986 (Pam Shriver)                                                         |
| Títulos de dobles consecutivos    | Pre   | Suzanne Lenglen Elizabeth Ryan                  | 5       | 1919–1923 |
| Títulos de dobles consecutivos    | Open  | Martina Navratilova Pam Shriver Natasha Zvereva | 4       | 1981–1984 1991 (Larisa Neiland), 1992–1994 (Gigi Fernández)                                                                        |
| Títulos de dobles mixto           | Pre   | Elizabeth Ryan                                  | 7       | 1919, 1921, 1923 (Randolph Lycett), 1927 (Frank Hunter), 1928 (Patrick Spence), 1930 (Jack Crawford), 1932 (Enrique Maier)         |
| Títulos de dobles mixto           | Open  | Martina Navratilova                             | 4       | 1985 (Paul McNamee), 1993 (Mark Woodforde), 1995 (Jonathan Stark), 2003 (Leander Paes)                                             |
| Títulos totales                   | Pre   | Elizabeth Ryan                                  | 19      | 1914–34 (12 dobles, 7 mixtos) |
| Títulos totales                   | Open  | Martina Navratilova                             | 20      | 1976–2003 (9 individuales, 7 dobles, 4 mixtos)                                                                                     |
| Títulos totales                   | Comb. | Billie Jean King                                | 20      | 1961–79 (6 individuales, 10 dobles, 4 mixtos)                                                                                      |

| Miscelánea                      |           |                               |           |                    |
| Récord                          | Categoría | Jugador                       | Edición   | Detalle del récord |
| Campeon más joven               | M         | Boris Becker                  | 1985      | 17 años y 7 meses  |
| Campeon más joven               | F         | Lottie Dod                    | 1887      | 15 años y 9 meses  |
| Campeon más veterano            | M         | Arthur Gore                   | 1909      | 41 años y 6 meses  |
| Campeon más veterano            | F         | Charlotte Cooper              | 1908      | 37 años y 9 meses  |
| Campeon sin ser cabeza de serie | M         | Boris Becker Goran Ivanišević | 1985 2001 | 20º 125º           |
| Campeon sin ser cabeza de serie | F         | Markéta Vondroušová           | 2023      | 42º                |